# Irancy (AOC)
Pour l’article homonyme, voir Irancy.
L’irancy est un vin rouge français d'appellation d'origine contrôlée du vignoble de Bourgogne.
Son aire de production est répartie sur les communes d'Irancy, Cravant et Vincelottes situées à environ 15 kilomètres au sud-est d'Auxerre dans le département de l'Yonne. L'irancy fait partie du vignoble auxerrois, au sein du vignoble de la Basse-Bourgogne.

## Histoire
Les vignes d'Irancy sont mentionnées dès le haut Moyen Âge, avec notamment des dons à l'abbaye Saint-Germain d'Auxerre de la part de Charles II le Chauve en 861 et de Charles III le Simple en 900. De cette époque jusqu'au XIXe siècle, le vignoble auxerrois fournit du vin au marché parisien, transporté en aval via l'Yonne, Cravant étant alors un petit port fluvial. Dans son ouvrage de 1816, André Jullien consacre tout un paragraphe aux vins d'Irancy, décris comme « des vins d'une belle couleur, corsés et généreux, parmi lesquels on estime sur-tout ceux de la côte de Palotte ; ils pourroient figurer dans la première classe, et ne sont ordinairement bons à mettre en bouteilles qu'au bout de quatre ans, époque à laquelle ils ont perdu beaucoup de leur couleur et acquis de la finesse et du bouquet. […] Après ce premier cru d'Irancy, on cite ceux dits du Paradis, de Bergère, de Vaux-Chassés et des Cailles, qui, quoique moins estimés que la palotte, fournissent d'excellens vins ».
En 1888, face à l'invasion du phylloxéra et grâce à la légalisation des syndicats (loi Waldeck-Rousseau du 21 mars 1884), est créé le « Syndicat anti-phylloxérique de la commune d'Irancy », renommé en 1897 le « Syndicat agricole et viticole d'Irancy » (et en 1969, le « Syndicat de défense de l'AOC Bourgogne Irancy »). La concurrence des vins du Midi (plus colorés, plus sucrés et alcoolisés) entraina une déprise viticole : les cerisiers remplacèrent une partie des vignes à la fin du XIXe siècle. Le 24 décembre 1930, un jugement du tribunal civil d'Auxerre reconnait aux producteurs d'Irancy le droit d'appeler leurs vins du « Bourgogne Irancy ». Mais en 1936, les vignerons préfèrent faire partie de l'aire de l'appellation régionale bourgogne. Par le décret du 14 décembre 1977, le nom d'« Irancy » peut désormais être rajouté après celui de bourgogne (uniquement en rouge), de bourgogne clairet ou de bourgogne rosé, devenant ainsi une dénomination géographique sous la forme « bourgogne irancy », toujours réservée à la commune éponyme. Le décret du 2 septembre 1991 étend la dénomination à une partie des communes de Cravant et Vincelottes.
La demande de passage en appellation communale sous le nom d'« irancy » est acceptée par l'INAO le 5 novembre 1998 : l'appellation est reconnue officielle par le décret du 26 février 1999, uniquement en rouge ; une petite production de rosé se poursuit, sous l'AOC bourgogne. Ce cahier des charges est ensuite modifié en octobre 2009, puis en décembre 2011. La fête de la Saint-Vincent tournante du 30 et 31 janvier 2016 s'est déroulée dans le village.

### Étymologie
Anciennement Irenciacus puis Iranciacum.

## Situation géographique
Irancy est située en Bourgogne, dans le département de l'Yonne à environ 18 kilomètres d'Auxerre et également 18 kilomètres de Chablis.

### Géologie et orographie
L'aire de production couvre les pentes d'une vallée sèche sur la rive droite de l'Yonne. Cette vallée découpe la cuesta de la côte des Bar, formant un amphithéâtre entourant le village d'Irancy, dessinant un cirque en fer à cheval couvert de vignes, de quelques cerisaies et bois.
Les roches de l'aire d'appellation se sont formées au Jurassique supérieur. Le sommet des coteaux est sur un calcaire dur datant du Tithonien appelé le calcaire du Barrois, formant une corniche le plus souvent boisée. Les pentes sont sur un sous-sol de marnes à Exogyra virgula (de petites huîtres) du Kimméridgien moyen, avec tout en bas du calcaire à Astartes du Kimméridgien inférieur. Les sols sont composés d'éboulis calcaires et d'argiles.

### Climatologie
Il s'agit d'un climat tempéré océanique à légère tendance continentale. L'influence océanique se traduit par des pluies fréquentes en toutes saisons (avec néanmoins un maximum en automne et un minimum en été) et un temps changeant. L'influence semi-continentale se traduit par une amplitude thermique mensuelle plutôt élevée, se caractérisant par des hivers froids avec des chutes de neige relativement fréquentes, et des étés plus chauds que sur les littoraux, avec à l'occasion de violents orages. Le relief en amphithéâtre où niche Irancy la protège des vents du nord permettant une meilleure maturité.
En raison de l'actuel réchauffement climatique, les vendanges sont souvent plus précoces de quelques jours (le débourrement, la floraison et la véraison de la vigne se faisant plus tôt).
La station météorologique Météo-France d'Auxerre (à 207 m d'altitude ; 47° 48′ 05″ N, 3° 32′ 44″ E) fournit des valeurs climatiques de 1936 jusqu'à 2013. 
| Mois                              | jan. | fév. | mars | avril | mai  | juin | jui. | août | sep. | oct. | nov. | déc. | année |
| --------------------------------- | ---- | ---- | ---- | ----- | ---- | ---- | ---- | ---- | ---- | ---- | ---- | ---- | ----- |
| Température minimale moyenne (°C) | 0,1  | 0,7  | 2,5  | 4,7   | 8,2  | 11,4 | 13,3 | 13,1 | 10,7 | 7,5  | 3,2  | 0,8  | 6,4   |
| Température moyenne (°C)          | 2,9  | 4,2  | 6,7  | 9,7   | 13,4 | 16,7 | 19,1 | 18,7 | 16   | 11,9 | 6,4  | 3,5  | 10,8  |
| Température maximale moyenne (°C) | 5,6  | 7,7  | 10,9 | 14,7  | 18,6 | 22,1 | 24,9 | 24,3 | 21,4 | 16,3 | 9,7  | 6,2  | 15,2  |
| Ensoleillement (h)                | 53   | 86   | 126  | 167   | 192  | 222  | 255  | 224  | 181  | 126  | 71   | 55   | 1 758 |
| Précipitations (mm)               | 54,2 | 50,1 | 49   | 43,4  | 74,9 | 62,5 | 47,2 | 54,9 | 52,1 | 58,1 | 52,8 | 57,3 | 656,6 |

| Mois                              | jan. | fév. | mars  | avril | mai   | juin  | jui.  | août  | sep.  | oct.  | nov. | déc. | année   |
| --------------------------------- | ---- | ---- | ----- | ----- | ----- | ----- | ----- | ----- | ----- | ----- | ---- | ---- | ------- |
| Température minimale moyenne (°C) | 0,8  | 0,9  | 3,3   | 5,3   | 9,2   | 12,3  | 14,4  | 14,1  | 11    | 8,2   | 4    | 1,6  | 7,1     |
| Température moyenne (°C)          | 3,5  | 4,4  | 7,7   | 10,5  | 14,5  | 17,6  | 20,2  | 19,9  | 16,2  | 12,4  | 7,1  | 4,1  | 11,5    |
| Température maximale moyenne (°C) | 6,3  | 7,9  | 12,1  | 15,6  | 19,8  | 23    | 26    | 25,8  | 21,4  | 16,6  | 10,2 | 6,7  | 16      |
| Ensoleillement (h)                | 64,4 | 85,6 | 139,7 | 175,3 | 200,1 | 215,9 | 233,2 | 224,2 | 176,4 | 118,4 | 64,2 | 51,4 | 1 448,8 |
| Précipitations (mm)               | 56,4 | 47,7 | 49,1  | 55,9  | 69,8  | 61,4  | 53,9  | 59,4  | 61,2  | 70,8  | 61,1 | 61,2 | 707,9   |

| Diagramme climatique                                  |            |             |             |             |            |            |              |            |             |           |            |
| J                                                     | F          | M           | A           | M           | J          | J          | A            | S          | O           | N         | D          |
| 6,30,856,4                                            | 7,90,947,7 | 12,13,349,1 | 15,65,355,9 | 19,89,269,8 | 2312,361,4 | 2614,453,9 | 25,814,159,4 | 21,41161,2 | 16,68,270,8 | 10,2461,1 | 6,71,661,2 |
| Moyennes : • Temp. maxi et mini °C • Précipitation mm |            |             |             |             |            |            |              |            |             |           |            |

## Vignoble
C'est une des cinq appellations spécifiques du vignoble auxerrois, avec le saint-bris,  le bourgogne-côtes-d'auxerre, le bourgogne-coulanges-la-vineuse et le bourgogne-chitry. L'aire d'appellation s'étend sur un total de 315 hectares qui se répartissent de la façon suivante :
- Irancy, 251 hectares ;
- Cravant, 45 hectares ;
- Vincelottes, 19 hectares.

Selon les Douanes, la superficie revendiquée en 2023 sous l'appellation est de 206,95 hectares. La surface totale plantée en 2008 était de 190 hectares. 

### Lieux-dits
Il existe plusieurs climats, référencés par le cadastre, qui sont réputés sur l'aire d'appellation à cause de leur exposition, de leur pente et/ou de leur sol :
- Palotte ;
- Les Mazelots ;
- Les Cailles ;
- Veaupessiot ;
- Mouroux ;
- Le Paradis ;
- La Bergère.

Ces coteaux sont travaillés à part et restent particuliers du fait de leur orientation plein sud, permettant une meilleure maturité des raisins. Certains vignerons en profitent pour incorporer une plus grande part de césar, pour accorder au vin un caractère plus traditionnel.

### Encépagement
Le pinot noir N est le cépage principal, avec le césar N et le pinot gris G comme cépages accessoires ; la part de ces deux derniers ne peut excéder 10 % du volume de l'irancy. La présence de césar n'est pas obligatoire pour produire de l'irancy, il est cependant présent de manière traditionnelle ce qui, en plus de son apport gustatif, est une raison faisant que certains vignerons continuent de l'incorporer à leurs vins (il ne représente plus que 5 ha sur l'aire d'appellation). D'autres appellations produites sur la commune d'Irancy peuvent y ajouter un plus grand pourcentage, perdant de fait l'AOC irancy.
Le pinot noir compose presque essentiellement les vins rouges de l'AOC. Il est constitué de petites grappes denses, en forme de cône de pin composées de grains ovoïdes, de couleur bleu sombre. C'est un cépage délicat, qui est sensible aux principales maladies et en particulier au mildiou, au rougeot parasitaire, à la pourriture grise (sur grappes et sur feuilles), et au cicadelles. Ce cépage, qui nécessite des ébourgeonnages soignés, a tendance à produire un nombre important de grapillons. Il profite pleinement du cycle végétatif pour mûrir en première époque. Le potentiel d'accumulation des sucres est élevé pour une acidité juste moyenne et parfois insuffisante à maturité. Les vins sont assez puissants, riches, colorés, de garde. Ils sont moyennement tanniques en général.

### Méthodes culturales

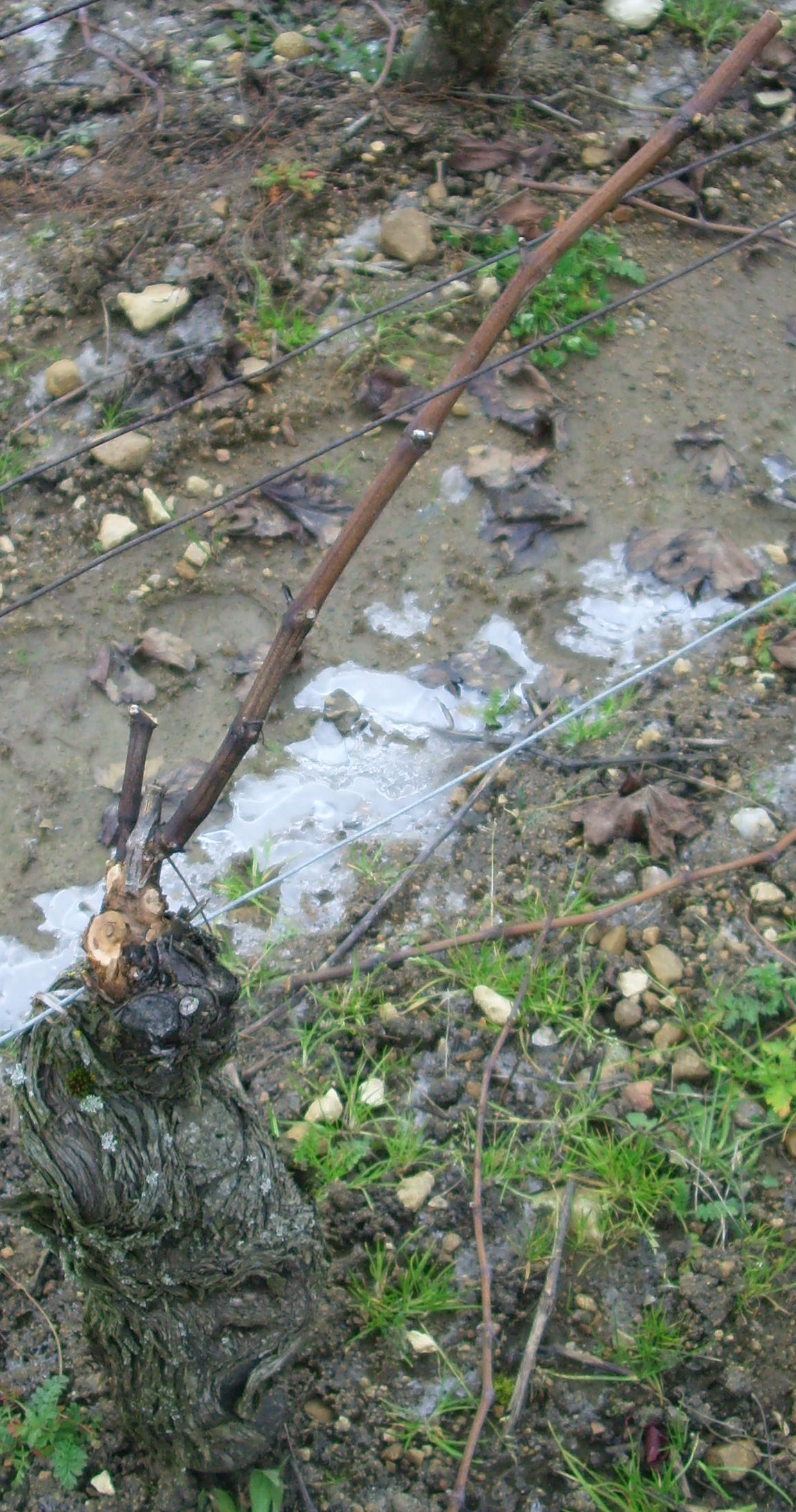
Pied de vigne taillé en guyot simple.

#### Travail manuel
Ce travail commence par la taille, en « guyot simple », avec une baguette de cinq à huit yeux et un courson de un à trois yeux. Le tirage des sarments suit la taille. Les sarments sont enlevés et peuvent être brûlés ou mis au milieu du rang pour être broyés. On passe ensuite aux réparations. Puis vient le pliage des baguettes. Éventuellement, après le pliage des baguettes, une plantation de nouvelles greffes est réalisée. L'ébourgeonnage peut débuter dès que la vigne a commencé à pousser. Cette méthode permet, en partie, de réguler les rendements. Le relevage est pratiqué lorsque la vigne commence à avoir bien poussé. En général, deux à trois relevages sont pratiqués. La vendange en vert est pratiquée de plus en plus dans cette appellation. Cette opération est faite dans le but de réguler les rendements et surtout d'augmenter la qualité des raisins restants. Pour en finir avec le travail manuel de la vigne, certains vignerons continuent les vendanges manuelles, réalisées de manière traditionnelle donc avec une "vendangette" sorte de petit sécateur et hottes.

#### Travail mécanique
L'enjambeur est une aide précieuse. Les différents travaux se composent : du broyage des sarments, réalisé lorsque les sarments sont tirés et mis au milieu de la treille. De trous faits à la tarière, là où les pieds de vignes sont manquants, en vue de replanter des greffes au printemps ; de labourage ou griffage, réalisé dans le but d'aérer les sols et de supprimer les mauvaises herbes ; de désherbage fait chimiquement pour tuer les mauvaises herbes ; de plusieurs traitements des vignes, réalisés pour les protéger contre certaines maladies cryptogamiques (mildiou, oïdium, pourriture grise, etc.) et certains insectes (eudémis et cochylis) ; de plusieurs rognages consistant à tailler ou couper les branches de vignes (rameaux) qui dépassent du système de palissage. Les vendanges mécaniques se réalisent avec une machine à vendanger ou une tête de récolte montée sur un enjambeur.

### Rendements
Les rendements sont limités par le cahier des charges de l'appellation à un maximum de 52 hectolitres par hectare. 
Chaque année, ces rendements maximum peuvent être modifiés à la hausse ou à la baisse par un arrêté du ministère de l'Agriculture, dans la limite des rendements butoirs de l'appellation, fixés à 56 hectolitres par hectare. Comme toutes les autres appellations, le syndicat des producteurs d'irancy peut demander auprès de l'INAO un « volume complémentaire individuel » (VCI) pour compenser une possible année de production inférieure en quantité ou en qualité : il s'agit d'une partie de la récolte, comprise entre le rendement maximum de l'appellation et le rendement butoir (c'est un dépassement de rendement) qui peut être mise en réserve et vendue plus tard assemblée avec le millésime de l'année suivante (dans la limite de 15 %). Le VCI en irancy est limité à 10 hl/ha par année avec un stockage maximal de 15 hl/ha.
En 2020, le rendement a été en moyenne de 24 hl/ha ; en 2021, de seulement 18 hl/ha (à cause d'une gelée tardive en avril) ; en 2022, de 47 hl/ha ; en 2023, de 54 hl/ha.

## Vins
Les vins d'appellation irancy sont exclusivement des rouges. Les trois communes de l'aire d'appellation peuvent également produire des blancs ou des rosés sous l'appellation régionale bourgogne.
La production déclarée en 2023 a été d'un total de 11 198 hectolitres (un hectolitre = 100 litres = 133 bouteilles de 75 cl). Pour comparaison, en 2005 elle a été de 8 563 hl.

### Titres alcoométriques volumique minimal et maximal
| AOC                           | Rouge   | Rouge   |
| Titre alcoométrique volumique | minimal | maximal |
| Village                       | 10,5 %  | 13,5 %  |

### Vinification et élevage
Voici les méthodes générales de vinification de cette appellation. Il existe cependant des petites différences de méthode entre les différents viticulteurs et négociants.

#### Vinification en rouge
La récolte des raisins se fait à maturité et de façon manuelle ou mécanique. La vendange manuelle peut être triée, soit à la vigne soit à la cave avec une table de tri, ce qui permet d'enlever les grappes pourries ou insuffisamment mûres. La vendange est parfois éraflée puis mise en cuve. Une macération pré-fermentaire à froid est quelquefois pratiquée. La fermentation alcoolique peut démarrer, le plus souvent après un levurage. Commence alors le travail d'extraction des polyphénols (tanins, anthocyanes) et autres éléments qualitatifs du raisin (polysaccharides etc.). L'extraction se faisait par pigeage, opération qui consiste à enfoncer le chapeau de marc dans le jus en fermentation à l'aide d'un outil en bois, ou parfois aujourd'hui d'un robot pigeur hydraulique. Plus couramment, l'extraction est conduite par des remontages, opération qui consiste à pomper le jus depuis le bas de la cuve pour arroser le chapeau de marc et ainsi lessiver les composants qualitatifs du raisin. Les températures de fermentation alcoolique peuvent être plus ou moins élevées suivant les pratiques de chaque vinificateur avec une moyenne générale de 28 à 35 degrés au maximum de la fermentation. La chaptalisation est réalisée si le degré naturel est insuffisant : cette pratique est réglementée. À l'issue de la fermentation alcoolique suit l'opération de décuvage qui donne le vin de goutte et le vin de presse. La fermentation malolactique se déroule après mais est dépendante de la température. Le vin est soutiré et mis en fût ou cuve pour son élevage. L'élevage se poursuit pendant plusieurs mois (12 à 24 mois) puis le vin est collé, filtré et mis en bouteilles.

### Gastronomie
Les irancy sont marqués par des arômes de griotte notamment mais aussi de cassis, de cerise ou d'épices. Les goûts restent quand même propres à chaque bouche bien que tous s'accordent sur la vivacité des vins. Le sol argilo-calcaire permet une certaine homogénéité dans les raisins. Mais les méthodes de chaque vigneron, les choix au cours de l'élevage des vins permet à chaque vigneron d'être clairement distingué, certains produisant un vin austère nécessitant plus de garde, d'autres un vin plus fruité et moins tannique.
Ils s'accordent bien avec des volailles, des pâtés, du travers de porc... Les vins d'Irancy se dégustent dès trois ou quatre ans d'âge, mais leur longévité peut dépasser sans problème 10 à 20 ans. La structure des irancy est propre à une conservation longue, les vins fait de façon plus traditionnelle peuvent se conserver bien plus de 20 ans. Les vins rouges d'Irancy se dégustent entre 16 et 17 °C. Le carafage n'est plus aujourd'hui nécessaire dans la grande majorité des cas. Les vins de plus de 50 ans sont à laisser reposer, pour pouvoir s'ouvrir à nouveau au contact de l'air.

## Économie

### Structure des exploitations
Il existe des domaines de tailles différentes. Ces domaines mettent tout ou une partie de leurs propres vins en bouteilles et s'occupent aussi de le vendre. Cela représentent environ 70 % de la production. Les autres, ainsi que ceux qui ne vendent pas tous leurs vins en bouteilles, les vendent aux maisons de négoce.
Les maisons de négoce achètent leurs vins, en général, en vin fait (vin fini) mais parfois en raisin ou en moût. Elles achètent aux domaines et passent par un courtier en vin qui sert d'intermédiaire moyennant une commission de l'ordre de 2 % à la charge de l'acheteur.
Les caves coopératives et leurs apporteurs sont des vignerons. Ces derniers peuvent leur amener leurs récoltes, ou bien la cave coopérative vendange elle-même (machine à vendanger en général).

### Commercialisation
La commercialisation de cette appellation se fait par divers canaux de vente : dans les caves du viticulteur, dans les salons des vins (vignerons indépendants, etc.), dans les foires gastronomiques, par exportation, dans les cafés, hôtels et restaurants (CHR), ainsi que dans les grandes et moyennes surfaces (GMS).

### Producteurs de l'appellation
L'appellation irancy est produite par 47 producteurs, dont onze sont sur la commune même d'Irancy.
- Domaine Cantin à Irancy ;
- Domaine Charriat à Irancy ;
- Domaine Colinot à Irancy ;
- Domaine Darles à Irancy ;
- Domaine Saint Germain - Ferrari à Irancy ;
- Domaine Givaudin à Irancy ;
- Domaine Menard à Irancy ;
- Domaine Navarre à Irancy ;
- Domaine Podor à Irancy ;
- Domaine Renaud à Irancy ;
- Domaine Richoux Gabin et Félix à Irancy ;
- Domaine Tupinier à Bleigny-le-Carreau ;
- Maison Bouchard Pascal à Chablis ;
- Caveau Brocard à Chablis ;
- Domaine Dauvissat à Chablis ;
- La Cave du Connaisseur - Antunes à Chablis ;
- La Chablisienne à Chablis ;
- Maison Simonnet-Febvre à Chablis ;
- Domaine Chalmeau à Chitry ;
- Domaine du Château du Val de Mercy à Chitry ;
- Domaine Griffe à Chitry ;
- Morin Olivier à Chitry ;
- Vignoble Dampt à Collan ;
- Domaine Herouart à Coulanges-la-Vineuse ;
- Domaine La Meulière à Fleys ;
- Maison Lamblin et fils à Maligny ;
- Domaine de Mauperthuis - Ternynck à Massangis ;
- Domaine Bon à Migé ;
- Domaine de la Borde - Bardet à Noyers ;
- Vignoble Angst à Pontigny ;
- Domaine Brocard à Préhy ;
- Domaine Les Temps Perdus - Davenne à Préhy ;
- Domaine des Marronniers à Préhy ;
- Domaine Gueguen à Préhy ;
- Domaine Schaller à Préhy ;
- Caves Bailly-Lapierre à Saint-Bris-le-Vineux ;
- Domaine Bersan Jean-Louis & Jean-Christophe à Saint-Bris-le-Vineux ;
- Domaine Bersan Pierre-Louis & Jean-François à Saint-Bris-le-Vineux ;
- Domaine des Remparts à Saint-Bris-le-Vineux ;
- Cave du Maitre de Poste à Saint-Bris-le-Vineux ;
- Domaine Felix à Saint-Bris-le-Vineux ;
- Domaine Goisot à Saint-Bris-le-Vineux ;
- Domaine Grand Roche à Saint-Bris-le-Vineux ;
- Domaine Sorin Coquard à Saint-Bris-le-Vineux ;
- Domaine Verret à Saint-Bris-le-Vineux ;
- Domaine Heimbourger à Saint-Cyr-les-Colons ;
- Domaine La Croix Montjoie à Tharoiseau.